# Severnyj veter
Severnyj veter (russisk: Северный ветер) er en russisk spillefilm fra 2021 af Renata Litvinova.

## Medvirkende
- Renata Litvinova som Margarita
- Anton Sjagin som Benedict
- Sofja Ernst som Faina
- Galina Tjunina som Lotta
- Tatjana Piletskaja som Alisa